# Aeroprakt A–22
Az A–22 az ukrán Aeroprakt repülőgépgyár kétszemélyes ultrakönnyű repülőgépe. Az Egyesült Államokban Valor, Nagy-Britanniában és Ausztráliában Foxbat néven forgalmazzák. Ismert még Vision néven is.

## Története
A gépet Jurij Volodimirovics Jakovlev tervezte. 1996-ban repült először. Sorozatgyártása 1999-től folyik. Építőkitben kapható, ára 80 ezer USD körül van.  Továbbfejlesztett változatainál, az A–22L, valamint az A–22L2 és A–22LS változatnál kisebb a szárnyfesztávolság és a vízszintes vezérsíkok mérete, továbbá erősebb motort kaptak.
2024-ben a repülőgépet pilóta nélküli csapásmérő repülőgéppé alakították át. Első bevetésére 2024. április 4-én került sor, amikor két A–22-essel Tatárföldön az iráni Sahed 136 cirkáló lőszer orosz változatát, a Gerany–2-t gyártó, Jelabuga közelében található üzemre, valamint egy olajfinomítóra mértek csapást az ukrán erők. Egy A–22-es repülőgépekkel 2024. november 6-n végrehajtott ukrán támadásban a Kaszpi Flottilla három, Kaszpijszkban horgonyzó hajóját rongálták meg. Becslések szerint a pilóta nélküli repülőgép 90 kg tömegű robbanótöltetet szállíthat.

## Műszaki jellemzői
Hagyományos aerodinamikai kialakítású, felsőszárnyas elrendezésű repülőgép. A szárnyak dúcokkal merevítettek. A törzs rácsszerkezete fémből készült. A borítás nagyrészt fém, egyes helyeken (motorborítás, kerekek áramvonalas burkolata) műanyag. Érdekessége, hogy a törzs oldala is átlátszó borítást kapott, ami oldalra is jó kilátást biztosít. Futóműve tricikli elrendezésű, az orrkerék kormányzott. A pilótafülke kétszemélyes, egymás melletti üléses. A kezelőszervek kettőzöttek. A szárnyat kombinált csűrővel és ívelőlappal (flaperon) látták el, amely a félszárnyak teljes terjedtségében végighúzódik. 
A gép alapváltozatába egy 60 kW (80 LE) maximális teljesítményű Rotax 912UL négyhengeres motort építettek. Az A–22L és A–22L2 változatokat  a nagyobb teljesítményű, 75 kW-os (100 LE) Rotax 912ULS motorral szerelték fel. A gép opcionálisan a Jabiru 2000 motorral is rendelhető. A gépre a Rotax 912-höz használható légcsavarok szerelhetők. Az üzemanyagtartály a korai építésű gépeknél a törzsben volt, később áttértek a szárnyban elhelyezett tartályokra. A két félszárnyban lévő tartály kapacitása egyenként 45 l.

## Műszaki adatok (A–22L)

### Geometriai méretek és tömeg-adatok
- Fesztáv: 9,55 m
- Hossz: 6,23 m
- Magasság: 2,4 m
- Szárnyfelület: 12,62 m²
- Üres tömeg: 260 kg
- Felszálló tömeg: 472,5 kg

### Motor
- Száma: 1 db
- Típus: Rotax 912ULS négyhengeres benzinmotor
- Legnagyobb teljesítmény: 75 kW (100 LE)

### Repülési jellemzők
- Legnagyobb sebesség: 210 km/h
- Átesési sebesség: 63 km/h
- Emelkedőképesség: 5 m/s
- Hatótávolság: 1100 km
- Megengedett túlterhelés: +4/-2 g
- Felszállási úthossz: 90 m
- Kigurulási úthossz: 90 m